# Hylarana
A Hylarana a kétéltűek (Amphibia) osztályába, valamint a békák (Anura) rendjébe és a valódi békafélék (Ranidae) családjába tartozó nem. A nevet a latin hyle (erdő) és a rana (béka) szavakból alkották.

## Előfordulásuk
A nembe tartozó fajok Dél- és Délkelet-Ázsiában honosak.
A nem taxonómiai felülvizsgálatáig a korábban népes Hylarana nem elterjedési területe is hatalmas volt, Indiától Délkelet-Ázsián át Ausztrália északi területeiig, sőt Afrikáig.

## Taxonómiai helyzete
A Hylarana nemet korábban a Rana nem alnemének tekintették. Önálló nemként 2005-ben ismerték el. A Hylarana nemből 2006-ban további nemeket választottak le, melyeket a Hylarana fiatalabb szinonímájaként kezeltek. 2015-ben Oliver és munkatársai elvégezték a Hylarana nem átfogó felülvizsgálatát. A felülvizsgálat eredményeképpen a korábban 80-100 fajt számláló szigorúan vett nemben mindössze négy faj maradt. A többieket áthelyezték az Abavorana, az Amnirana, a Chalcorana, a Humerana, a Hydrophylax, az Indosylvirana, a Papurana, a Pulchrana és a Sylvirana nembe.

## Rendszerezés
A nembe az alábbi fajok tartoznak:
- Hylarana erythraea (Schlegel, 1837)
- Hylarana macrodactyla Günther, 1858
- Hylarana taipehensis (Van Denburgh, 1909)
- Hylarana tytleri Theobald, 1868

Néhány faj incertae sedis, azaz bizonytalan státuszúként szerepel a nemben.
- "Hylarana" chitwanensis (Das, 1998)
- "Hylarana" garoensis (Boulenger, 1920)
- "Hylarana" lateralis (Boulenger, 1887)
- "Hylarana" latouchii (Boulenger, 1899)
- "Hylarana" margariana Anderson, 1879
- "Hylarana" montivaga (Smith, 1921)
- "Hylarana" persimilis (Van Kampen, 1923)